# コペンハーゲン学派 (言語学)
コペンハーゲン学派（コペンハーゲンがくは）は、ルイス・イェルムスレウ並びにヴィゴ・ブレンダルが創始した、ヨーロッパ構造主義言語学の一派。20世紀半ばにはジュネーヴ学派やプラハ学派と共に、言語学的構造主義の代表格と称されるようになる。

## 歴史
1931年、イェルムスレウとブレンダルがプラハ学派を模範に結成するが、両者の見解が常に一致していたわけではなかった。イェルムスレウのより形式主義的なアプローチがハンス・ヨルゲン・ウルダールやエリ・フィッシャー=ヨルゲンセンらに影響を与え、実際の言語データ分析にイェルムスレウの抽象的な思考を当て嵌める試みも見られた。
イェルムスレウの目的は形式的なシステムとしてのコミュニケーションを理解する枠組を構築することにあり、その際言語システムやその相互関連性を各部分に至るまで、適切に記述する術語の発達が重要な役割を果たした。言理学と呼ばれるその基本的な理論上の枠組は、『言語理論序説』や『言語理論概説』といった、イェルムスレウの2つの主著で展開されている。
しかしながら、イェルムスレウが1965年に他界すると、これまで彼が主導してきた言理学理論が雲散霧消、学派自体は存続したものの凡そ「学派」と呼べるような共通の理論的視点を持つことは無かった。また、1989年には、認知言語学及びシモン・C・ディックの機能主義理論に触発された学派のメンバーがデンマーク機能主義学派を旗揚げ。同派はイェルムスレウ及びブレンダルの打ち出した概念とオットー・イェスペルセンら機能主義言語学者の理論との統合を図るものであった。
以下、言理学派とデンマーク機能主義学派を概観する。

## 言理学派
ブレンダルは、システムの形式的な特性がその本質から区別されなければならないと強調したため、イェルムスレウはウルダールと共に、言語の表現（音声や文法）や意味を分析する試みとして言理学を打ち立てた。彼は聾唖者に着目し、言語がコミュニケーションの唯一の手段ではないと主張したほか、記号論などにも目を向けることとなった。
コペンハーゲン学派は他学派以上にソシュールに言及し、それ故論理と文法との統合に一方ならぬ情熱を傾けた。イェルムスレウは只管言語記号の心理的解釈に打ち込み、後に言語を越えて記号の研究へと発展した。
言理学派の主たる概念は、
- 言語は内容と表現から成る。
- 言語は連続とシステムから成る。
- 連続とシステムには何らかの関係が存在する。
- 内容と表現がぴったり一致することは無いが、記号はより小さな要素に分けられ得る。

である。
また、コペンハーゲン学派はソシュール以上にパロールよりもラングを重視し、言語はあくまで形式であり本質ではないとの考えを純粋な形式で表現した。

## デンマーク機能主義学派
デンマーク機能主義学派は初期構造主義学派の概念を用いて、現代の機能文法と認知言語学との統合に取り組んだ。イェルムスレウやソシュールと同様、コペンハーゲン学派は内容や表現の水準に合わせ、コミュニケーションもまた構造上の分類が存在すると主張した。
また、シモン・ディック並びに機能文法主義者のように、言語は基本的に人間同士のコミュニケーション手段であり、その機能を通じて理解され分析されるのが一番とした。表現を伝統的な方法で分析し、内容を意味論や語用論の見地から解明するといったように、発話分析の際内容や表現を別々に分析する方針を取った。
しかしながら、表現の構造は内容の構造をそのまま反映すると思われる。これは発話を基礎、ネクサス及び内容の3分野に分けたポール・ディゼリクセンの構文構造モデルによって記述されるデンマーク語の文法と、 言説の文法的機能に基礎分野を、発話内機能にネクサス分野を、そして言語メッセージに内容分野を用いる発話の語用論的構造との間に類似点が見られるからである。
デンマーク機能主義学派は、話者が所与の状況において何を言うべきか選択し、言うべき単語を決めた上で文を組み立てるため、発話が最小の単位からではなく、むしろ最大の単位から分析されるものと仮定した。
「その本はしばらくの間誰にも読まれていない」という文を例に挙げて説明する。この文は動作主の「その本」という名詞と、「ていない」という否定語を含んだ定形の動詞、「読まれ」という受動態を伴った句に主体を表す「誰にも」や時を表す副詞の「しばらくの間」から構成される。内容を見ると「その本」が発話の行為者となる機能を有し、言わんとするメッセージである「はしばらくの間誰にも読まれていない」が主部ということになる。

## 注
1. ↑  アメリカ構造主義言語学とは異なる。